# Перша черкаська міська лікарня
Перша черкаська міська лікарня — багатопрофільний лікувальний заклад, що знаходиться у місті Черкаси за адресою: вулиця Дахнівська, 32.

## Історія
Це найстаріший лікувальний заклад у Черкаській області, була відкрита у 1805 році як повітова лікарня. Основними її завданнями були надання медичної допомоги військовим Черкаської військово-штатної команди та боротьба з інфекційними захворюваннями та епідеміями місцевого населення. Лікарня займала одну кімнату звичайної сільської хати, в якій було 4 ліжка для хворих. У 20-х роках 19 століття лікарню було переведено в інше приміщення і розширено до 10 ліжок. В 1832 році наказом по Київському губернському правлінню було запропоновано Черкаській міській думі розпочати будівництво лікарні на 30 ліжок. На це було відпущено 17072 крб. Спорудження її закінчилось у 1835 році.

## Характеристика
У структуру лікарні входять лікувальні відділення на 400 ліжок, клінічна лабораторія, діагностичне та фізіотерапевтичне відділення з усіма службами, єдині в місті ендокринологічне, урологічне, ЛОР відділення та відділення для лікування хворих, потерпілих від наслідків аварії на ЧАЕС. Лікарня має сучасне лікувально-діагностичне обладнання. На базі хірургічного та опікового відділень проводяться пластичні операції. У 2002 році розпочато проведення операцій за допомогою лапароскопа. Перша міська лікарня має вищу акредитаційну категорію.
Територія лікарні занесена до Державного реєстру під назвою «Парк „Перша міська лікарня“», засаджена різними видами дерев, серед яких 180 вікових дубів та сосен. Вона знаходиться під постійним наглядом природоохоронних організацій.

## Відділення
Перша Черкаська міська лікарня налічує 16 відділень:
- Кардіологічне відділення.
- Неврологічне відділення.
- Пульмонологічне відділення.
- Гастроентерологічне відділення.
- Урологічне відділення.
- Ендокринологічне відділення.
- Діагностичне відділення.
- Терапевтичне відділення для лікування хворих, постраждалих від наслідків аварії на ЧАЕС.
- ІІ терапевтичне відділення
- Опікове відділення.
- Відділення анестезіології та інтенсивної терапії
- Хірургічне відділення.
- ЛОР відділення.
- Фізіотерапевтичне відділення
- Рентгенологічне відділення
- Клініко-діагностична лабораторія